# Harpal Brar

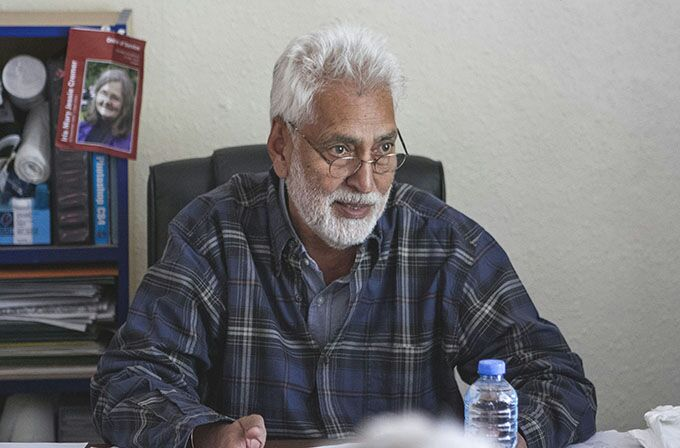
Harpal Brar

Harpal Brar (* 5. Oktober 1939 in Muktsar, Punjab; † 25. Januar 2025 in Chandigarh) war ein indischstämmiger Politiker und Geschäftsmann in Großbritannien. Brar war Vorsitzender der Kommunistischen Partei Großbritanniens/Marxisten-Leninisten (CPGB-ML) und der Stalin Society, Herausgeber zweier politischer Zeitschriften und betrieb ein Tuchgeschäft in Hampstead.

## Leben
Brar lebte seit 1962 in Großbritannien. Seit 1979 gab er die zweimonatlich erscheinende politische Fachzeitschrift „Lalkar“, ehemaliges Organ des Indischen Arbeitervereins Großbritanniens, heraus. Im Sommer 1996 gab er seine Arbeit als Professor für internationales Privatrecht an der Universität von Westminster in London auf, um sich ganz seiner politischen und publizistischen Arbeit zu widmen.
1997 schloss er sich der Socialist Labour Party (SLP) um Arthur Scargill an. Im März 2002 stellte Brar in einer Lesereise in 16 verschiedenen Orten in Deutschland sein Buch „Imperialismus heute“ vor. 2004 wurde er aufgrund von Meinungsverschiedenheiten aus der SLP ausgeschlossen.
Zusammen mit anderen ausgeschlossenen SLP-Mitgliedern gründete er im Juli 2004 die CPGB-ML, zu deren Vorsitzendem er gewählt wurde. Brar veröffentlichte die zweimonatlich erscheinende Zeitschrift der Partei, „Proletarian“. 2006 reiste er an der Spitze einer Parteidelegation nach Nordkorea und führte dort Gespräche mit Mitgliedern des ZK der Partei der Arbeit Koreas.

## Werke in deutscher Übersetzung
- Imperialismus im 21. Jahrhundert. Sozialismus oder Barbarei. Pahl-Rugenstein Nachfolger, Bonn, 2001, ISBN 3-89144-293-9.
- Perestrojka. Der vollständige Zusammenbruch des Revisionismus., herausgegeben vom Verein zur Förderung demokratischer Publizistik e. V., Hannover, 2002 (1. Auflage) & 2020 (2. Auflage), ISBN 978-3-9818899-5-6.
- Die Wirtschaftsgeschichte der Sowjetunion von Mitte der 50er Jahre bis zum Ende – Grundrisse der ökonomischen Zerstörung des Sozialismus in der UdSSR. In: Niederlagenanalyse. Die Ursachen für den Sieg der Konterrevolution in Europa. Reprint der besten Offensiv-Artikel, herausgegeben vom Verein zur Förderung demokratischer Publizistik e. V., Hannover, 2007, ISBN 978-3-00-021905-4.
- Wir dürfen niemals vergessen, was der Sozialismus für die Menschheit geleistet hat. In: Und der Zukunft zugewandt, herausgegeben vom Verein zur Förderung demokratischer Publizistik e.V., Hannover, 2010, ISBN 978-3-00-029873-8.

## Zitate

### Von Brar
- „Wer die Wirtschaft und Politik im Nahen Osten seit Beginn des 20. Jahrhunderts verstehen will, muss nur ein einziges Wort zu buchstabieren und auszusprechen lernen sowie dessen Bedeutung und Reichweite ermessen: ÖL.“[3]
- „Fast täglich erzählt man mir im Radio, der Kommunismus sei tot. Warum bloß? Man weist ja auch nicht ständig darauf hin, daß Napoleon nicht mehr lebt. Und warum gerade jetzt? Einerseits, weil der Imperialismus nach dem Verschwinden der UdSSR und wegen des chaotischen Zustands, in dem sich die Arbeiterklasse heute befindet, an Stärke zugenommen hat und andererseits wegen der Schwäche des Imperialismus, der sich in den ehemals sozialistischen Staaten mit wachsenden Problemen und im Irak, in Afghanistan, Palästina und Kolumbien mit einer wachsenden nationalen Befreiungsbewegung konfrontiert sieht.“[4]

### Über Brar
- „… Harpal Brar, ein sehr hohes politisches Kaliber, ein loyaler Anhänger Stalins, und es gibt keinen Zweifel, dass er sehr aufrichtig Stalin und den Marxismus-Leninismus unterstützt.“[5]